# Марксистички феминизам
Марксистички феминизам (енгл. Marxist feminism) правац је феминистичке теорије који сматра да је укидање капитализма као друштвено-економског система једини начин на који би се жене као род могле ослободити угњетавања. Марксистичке феминисткиње верују да је управо капитализам извор економске неједнакости, зависности и нездравих друштвених односа између мушкараца и жена и корен женског угњетавања.
Према марксистичкој теорији, појединца у капиталистичкком друштву обликују класни односи, под чиме се подразумева да су људске способности, потребе и интереси одређени начином производње који је карактеристичан за његово друштво. Марксистичке феминисткиње виде неравноправност полова као последицу капиталистичког начина производње. Угњетавање жена је према томе класно угњетавање, односно женска подређеност мушкарцима се види као средство за одржавање интереса капитала и владајуће класе. Према марксистичким феминисткињама, ослобођење жена се може постићи само кроз радикално реструктурирање капиталистичког система у коме велики део женске радне снаге не добија довољно велике накнаде за посао који обавља.